# 의태

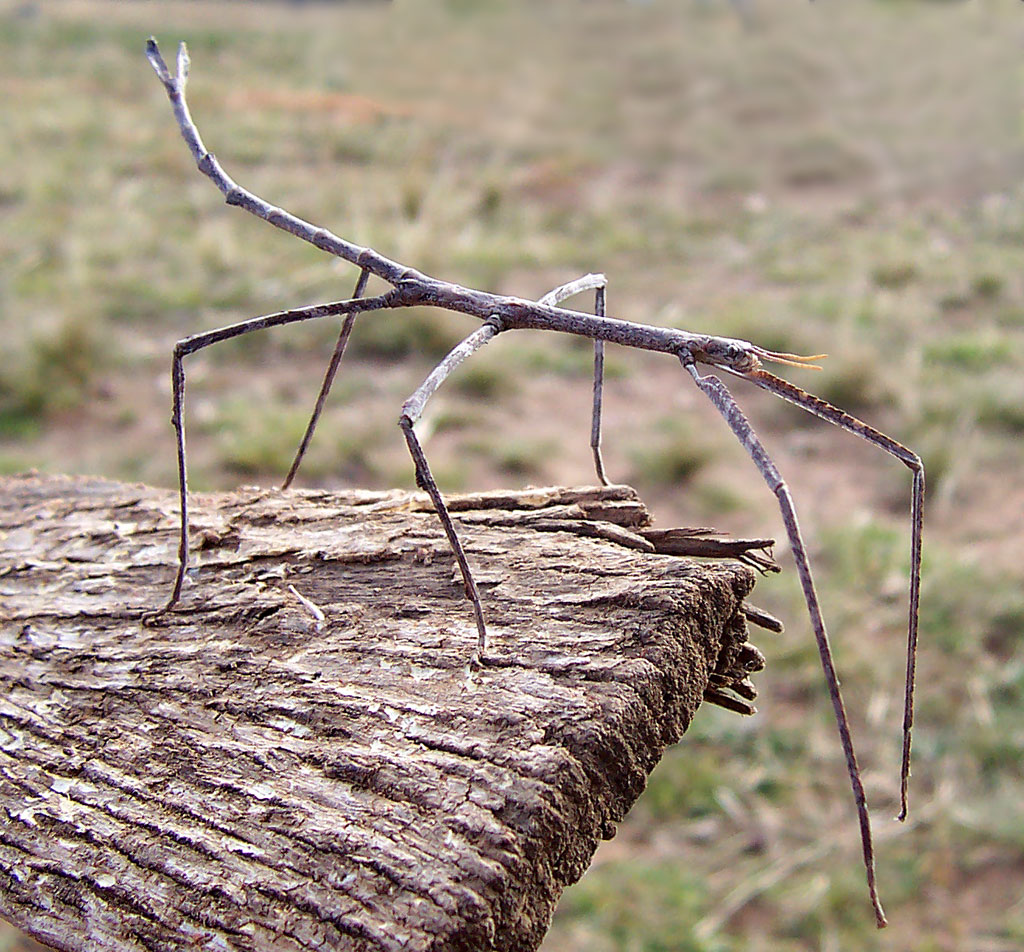

의태(擬態, 영어: mimicry) 또는 모방은 동물이 다른 동물이나 주위 환경을 흉내내어 환경에 적응하는 방식이다. 의태는 천적으로부터 자신을 보호하는 방법으로 사용될 수 있으며, 반대로 성공적인 먹이 포획을 위한 적응일 수도 있다.
넓은 의미의 위장(camouflage)에는 주변환경과 유사한 색을 갖는 보호색(협의의 camouflage)과 다른 (독성이 있는) 생물의 형태나 색을 따라하는 모방(mimicry)이 있다. 협의의 의태는 주변환경 속 나뭇가지, 돌, 똥 등의 형태와 색을 흉내내는 것(mimesis 또는 masquerade)을 의미하지만, 광의의 의태는 모방(mimicry)을 뜻한다.

## 의태의 예

### 곤충의 의태
곤충들은 그들의 적인 새로부터 살아남기 위해서 새들이 싫어하는 동물들을 흉내낸다. 애물결나비처럼 올빼미나 뱀을 연상시키는 눈 무늬를 사용한다든지, 포도유리나방처럼 독을 가진 곤충인 벌을 흉내내는 방법을 사용하는 것이다. 또한 호랑나비의 2령 애벌레처럼 새똥을 흉내내거나 나뭇잎나비처럼 낙엽을 흉내내 새들이 관심없는 자연물을 흉내내기도 한다. 나뭇잎나비는 보호색 및 의태의 예로서 가장 잘 알려진 것이지만 그 체색과 비슷한 나뭇가지 등에는 별로 앉지 않는다는 사실이 관찰되었다.

### 물고기의 의태
물고기들은 그들의 천적인 다른 동물들로부터 살아남거나 다른 생물을 잡아 먹기위하여 의태를 한다. 리프피시는 마른 나뭇잎 모양을 해 다른 생물들을 먹거나 천적들로부터 자신의 몸을 보호한다.

## 의태의 종류

### 베이츠 의태
베이츠 의태(Batesian mimicry)는 어떤 피식종이 보호기능을 획득하기 위해 다른 종을 외형으로 속이는 방법으로
맛좋고 해가 없는 종이 맛없고 해로운 모델을 흉내내는 것이다. 예를 들어 박각시의 애벌레가 부화할 때, 머리와 목은 조그마한 독뱀의 머리 같다. 이 경우에 의태는 행동까지를 포함한다. 애벌레는 뱀처럼 쉬익 소리를 내며 머리를 앞뒤로 흔든다. 베이츠의태의 경우, 의태종은 피식 확률을 낮출 수 있어 이익이나, 포식자와 의태의 대상이 되는 종은 손해를 입게 된다. 만약 포식자가 의태종을 먼저 접촉했다면 진짜로 유해한 종을 만났을 때 피해를 입을 수 있고, 이 때 유해한 종 역시 포식자에게 공격을 받게 될 확률이 증가하므로 피해를 입는다. 반대로 유해한 종에 대한 학습이 먼저 이루어졌다면 포식자는 잠재적 먹이인 의태종 개체들을 놓치게 된다. 따라서 의태종은 의태의 대상이 되는 종을 닮는 방향으로, 의태의 대상이 되는 종은 의태종과 달라지는 방향으로 진화가 일어나게 된다.

### 뮐러 의태
뮐러 의태(Müllerian mimicry)는 둘 이상의 유해한 종이 서로를 닮는 것이다. 이는 의태종들과 포식자 모두에게 이익이 되는데, 포식자는 한 종에 대한 유해성의 학습을 통해 다른 종들의 유해성을 경험할 필요가 없어지게 되고, 포식자들의 학습이 빨라짐에 따라 의태종들 역시 피식의 위험을 줄일 수 있다. 수렴진화의 한 예로 서로 다른 여러 분류군에 속하는 유해한 동물들이 서로 유사한 유형의 특징을 갖는 것이 있다. 검은색과 노란색, 또는 붉은 줄무늬 등은 말벌과 산호뱀처럼 맛이 없거나 유해한 동물들에서 자주 나타나는 특징이다.

## 같이 보기
- 카무플라주
- 보호색
- 경계색
- 기생